# Wanggang (köpinghuvudort i Kina, Hubei Sheng, lat 30,62, long 115,17)
Wanggang är en köpinghuvudort i Kina. Den ligger i provinsen Hubei, i den centrala delen av landet, omkring 85 kilometer öster om provinshuvudstaden Wuhan. Antalet invånare är 49 785. Befolkningen består av 24 494 kvinnor och 25 291 män. Barn under 15 år utgör 16,0 %, vuxna 15-64 år 71 %, och äldre över 65 år 11,0 %.
Runt Wanggang är det tätbefolkat, med 550 invånare per kvadratkilometer. Närmaste större samhälle är Tuanbei, 12,9 km norr om Wanggang. Trakten runt Wanggang består till största delen av jordbruksmark.
Genomsnittlig årsnederbörd är 1 868 millimeter. Den regnigaste månaden är juli, med i genomsnitt 305 mm nederbörd, och den torraste är januari, med 48 mm nederbörd.